# جورج إرنست جيبسون
جورج إرنست جيبسون (بالإنجليزية: George Ernest Gibson)‏ هو كيميائي أمريكي، ولد في 9 نوفمبر 1884 في إدنبرة في المملكة المتحدة، وتوفي في 26 أغسطس 1959.